# Українці в Чехії
Згідно з останнім переписом населення, що відбувся в Чехії у 2021 році, 78068 громадян Чехії вважають себе українцями, або 1,3 % від населення країни. Водночас, статистичні дані міграційних процесів останніх років свідчать про те, що громадян з України в Чехії є найбільшою категорією осіб в Чехії, випереджаючи словацьку, польську та німецьку. За інформацією Управління статистики Чеської Республіки, станом на кінець грудня 2023 року дозволи на проживання в країні мали 574 447 громадян України, що становило 1,1 % від загального числа іноземців в країні та є найвищим показником.

## Населення Чехії
Населення Чехії становить 10 524 167 чоловік. Основу населення Чехії (89 %) складають етнічні чехи, моравці та сілезці, що розмовляють чеською мовою. Серед іноземців найбільше іммігрантів з України. Всіх громадян Чехії, які вважають себе українцями в країні 78 068. На другому місці знаходяться словаки (107 251), багато з яких після здобуття незалежності Словаччини в 1993 році залишилися в Чехії і складають приблизно 2 % населення. На третьому — громадяни В'єтнаму (58 080). Слідом за ними йдуть громадяни Росії (35 987) і Німеччини (21 216).
Як свідчить статистика, питома вага іноземців у Чехії зростає. Особливо ця тенденція стосується громадян Росії та В'єтнаму. На законних підставах в Чехії станом на 31 грудня 2020 року мешкало 165 654 громадян України. 30 червня 2021 року громадян України, які проживають на території Чехії всього 183250 осіб, з них — 79 506 жінок і 103 744 чоловіків.

### Українська національна меншина в Чехії
Українська національна меншина в Чехії досить помітно відновлює свою діяльність після Оксамитової революції у 1989 році. Так, в 1991 році на території колишньої Чехословаччини було зафіксовано лише 8 500 громадян України, але вже у жовтні 2009 року Чеський статистичний уряд оприлюднив число 131 481, яке з українців зробило найбільшу групу іноземців у Чехії. 30 % популяції всіх іноземців у Чехії складають громадяни України. Церква та українська мова для українців є об'єднуючим чинником, здебільшого українці підтримують між собою контакти завдяки церкві.
Під час обов'язкового всечеського підрахунку населення у 2021 році 78 068 громадян Чехії в колонці, яку не потрібно було заповнювати, написали що вважають себе українцями. 3 321 058 респондентів залишили колонку національність порожньою.

## Українці в Чехословаччині
Поза індивідуальними випадками чи невеликими групами українці не поселялися громадами в Чехії до 20 століття. У 19 столітті це були студенти, вояки австрійської армії, урядовці й сезонні робітники. Першу українську організацію в Чехії створили студенти — Українська громада в Празі (1902). На початку першої світової війни у Чехії опинилися втікачі з родинами з Галичини. У Нуслях біля Праги була заснована 1914 українська початкова школа. Найбільшим скупченням цих втікачів був Святобожіцький табір (1917-18, бл. 1200 мешканців); там діяла ґімназія та розгорнулася культурно-освітня праця.
З травня 1919 року почали переходити кордон Чехословаччини вояки УГА, які були інтерновані головним чином в Чехії, зокрема в Німецькому Яблонному, де чеських вояків перевищувало 5 000, Ліберці з понад 1 000 вояків, а згодом Йозефові, де до 1926 року зберігся табір українських вояків, туди спроваджувано й рештки з інших таборів, коли вони поступово ліквідувалися. Ці вояки творили якийсь час напівлегально Українську бригаду, сподіваючись, що будуть використані урядом ЗУНР проти поляків; очолював її генерал А. Кравс. У таборах велася інтенсивна культурна праця, існували середні й фахові школи, виходили газети (Український стрілець, Український Скиталець). З весни 1920 чехословацький уряд почав розпускати табори, а частина вояків зголосилася до роботи відділів, що, як допоміжні охоронні частини, перебували в різних містах Чехії та Словаччини, а також на Закарпатті.
Інші українці влилися до складу політичної еміграції з Галичини і Наддніпрянщини, лави якої збільшувалися припливом з Польщі й Австрії, де економічні і політичні умови були дуже важкі. В Чехословаччині умови були порівняно найкращі; це була слов'янська країна з демократичним урядом і багатьма прихильними людьми до українців. В Чехословаччині, а головне у Празі постали високі школи та наукові установи: Український Вільний Університет (перенесений з Відня 1921), Український Високий Педагогічний Інститут ім. Драгоманова (з 1923), Українська Студія Пластичного Мистецтва (заснована 1922), Український Інститут Громадознавства, Українське Історично-Філологічне Товариство (з 1923), Музей Визвольної Боротьби України (заснований 1925), Українська ґімназія в Чехо-Словаччині (1925-45). У 1922 створено Українську Господарську Академію в Подєбрадах. У цих школах вчилися емігранти, а згодом приїздили студенти зі Галичини і Закарпаття.

## Українці заПротекторату Богемії та Моравіїта радянської окупації
У 30 роках 20 ст. почало збільшуватися число закарпатських українців у Чехословаччині. Це були переважно студенти, вояки, урядовці, але також щораз більше робітників. Закарпатські студенти мали свій Союз Підкарпатських Українських Студентів, а русофіли — "Возрождєніє". Після березня 1939 до чеських земель наплинула політична еміграція з Закарпаття, у тому числі й члени Ради міністрів Карпатської України на чолі з Авґустином Волошиним.
За німецького протекторату Богемія і Моравія на землях Чехії (1939-45) всі проукраїнські, крім лояльних до радянського уряду, установи були ліквідовані, інші аполітичні ледве животіли. Офіційне визнання мало тільки Українське Національне Об'єднання і Українська Громада. З'являвся далі журнал «Пробоєм», почала виходити газета «Наступ» (обоє видань націоналістичні, закриті німцями 1943). До кінця діяли ґімназія в Модржанах, Український Вільний Університет та Український технічно-господарський інститут.
З приходом радянських окупаційних військ у травні 1945 українське організоване життя в Чехословаччині цілком припинилося. Більшість емігрантів виїхала до Західної Німеччини, згодом до інших європейських країн і за океан. Зате до Чехословаччини прибували українці з Закарпаття, зокрема як демобілізовані вояки чехо-словацької бригади генерала Л. Свободи, що не захотіли повертатися до СРСР. До них приєдналися українці з Пряшівщини, що приїжджали на працю або навчання. Більшість поселилася в Празі або по містах і селах на пограниччі, звідки були виселені етнічні чехи німецької національності. Дехто залишився в чехословацькій армії. З Пряшівщини постійно прибували, головне до міст, робітники, які, як і всі українці в Чехії легко асимілювалися. 1947-48 з Румунії (села Ваґаш і Скеюш у Банаті) поселилися компактними групами близько 500 українців у Таховській і Зноймській округах та в місті Хомутові.
Спершу діяло в Празі русофільське студентське об'єднання "Возрождєніе" з його журналом "Костер"; всі українські установи були ліквідовані, (останнім Український Музей 1948) під претекстом "буржуазного націоналізму". Ряд українських діячів заарештовано і декого заслано до СРСР. У 1950 Православна церква в Чехо-Словаччині перебрала греко-католицьку парафію в Празі.
У 1968 відновлено греко-католицьке душпастирство в Празі з обсягом діяльності на всю Чехословаччину, з кількома священиками. Намагання заснувати окрему українську культурну організацію (подібну до Культурного Союзу Українських Трудящих на Пряшівщині) не вдалися. В той час існують тільки українські гуртки мистецької самодіяльності у Празі і Карлових Варах при будинках культури. У 1960-70 роках Ф. Приходько та П. Щуровська-Россіневич керували добрим українським мішаним хором у Празі, який влаштовував Шевченківські концерти.
За переписом населення 1980 подали українську національність в Чехії 15 тисяч осіб; в дійсності чехословаків з українським корінням було значно більше.[джерело?]

## Чеські зареєстрованігромадські організаціїзі статусомюридичної особи
Станом на грудень 2022 в Чехії не існує жодна українська організація. У зв'язку з численною міграцією українців до Чехії протягом першої десятирічки 2000 значно зросла кількість чеських громадських рухів та об'єднань, які асимілюють іноземців, об'єднують українців і громадян України в Чехії, займаються розвитком української культури (переважно це шароварщина та радянщина), влаштовують акції, протести тощо, або декларують ці цілі у своїх чеськомовних статутах.
Особливо активними проукраїнськими громадськими об'єднаннями під час та після Помаранчевої революції стали представники молодіжного крила Української Ініціативи в Чеській Республіці та члени Форуму Українців в ЧР.
Зосереджені формальні та неформальні об'єднання українців, в основному, у Празі, Брно та Плзні, однак спостерігається активний громадський рух українців і в інших містах: Оломоуці, Хомутові тощо.
Перелік чеських громадських рухів, об'єднань й організацій, які займаються українцями Чехії:

### Організації місцевого або регіонального значення

#### Прага
Sdružení Ukrajinců v ČR BEREHYŇA z. s. (неофіційна назва, дослівний переклад українською Берегиня – товариство українців в Чехії) – об'єднання проводить вистави, концерти, хоровий спів. Керівники: Ірина Коценко та Марія Скиба;
Sdružení Ukrajinců a příznivců Ukrajiny, z. s. – найстарше чеське об'єднання, яке інтегрувало українців до чеського суспільства, займається хоровим співом (хор "sv. Vladimíra", "дуо MarOlja"). Керівник: Олґа Мандова;
Asociace Ukrajinské hromady z. s. (неофіційна назва, дослівний переклад українською Асоціація української громади) – союз проводив мультикультурні акції, концерти. Керівник: Павло Бубряк;
Ukrajinský národní dům z.s. (офіційна назва українською ГО «Український народний дім»), сторінка: https://web.archive.org/web/20151222154351/http://undcr.jimdo.com/, голова: Володимир Губчук;
Česka asociace ukrajinistů – чеський союз україністів діє при філософічному факультеті Карлового університету в Празі.. Керівник: Тереза Хланьова. Офіційна сторінка: https://ukrajiniste.cz/;
Ukrajinské kulturní a informační centrum – Громадську організацію створено 9 квітня 1996;
Ukrajinské kulturně vzdělávací centrum KROK, z. s. (переклад українською ГО "Український культурно-освітній центр «КРОК») – празька організація формує позашкільні гуртки й інші заходи, цільова аудиторія дошкільнята та молодші класи. Голова: Марія Гаврилюк;
Ukrajinská iniciativa v České republice, z. s. (неофіційна назва, дослівний переклад українською ГО «Українська ініціатива в Чеській Республіці») – празька організація видає культурно-політичний україномовний часопис «Пороги», проводить виступи та концерти чеського гурту "Іґніс", український бал "Маланка", Дні української культури в Чехії. За межами столиці Чехії, діє їхня регіональна філія з м. Хомутова Дзвони надії (офіційна назва чеською "Ukrajinská iniciativa v ČR, ukrajinská regionální organizace Zvony naděje"), голова Велерій Кулацкий та з м. Тепліц Українська світлиця (офіційна назва чеською "UKRAJINSKÁ SVITLYCJA"). Видання часопису та всі акції об'єднання повністю фінансує Міністерство культури Чеської Республіки. Керівник: Віктор Райчинець. Офіційні сторінки: http://www.ukrajinci.cz;
Ukrajinská tradice v České republice, z. s. (неофіційна назва, дослівний переклад українською ГО «Українська традиція в Чеській Республіці») – празька організація дублює діяльність Української ініціативи в Чеській Республіці. Голова: Богдан Райчінец;
Misie Ukrajinské Pravoslavné Církve v České republice, z. s. (неофіційна назва, дослівний переклад українською: ГО "Місія Української Православної Церкви в Чеській Республіці") – голова Олександр Шрамко.
Evropský kongres Ukrajinců, z. s. (неофіційна назва, дослівний переклад українською ГО Європейський конґрес українців; офіційна абревіатура EKU) – празька організація дублює діяльність ГО "Українська традиція в Чеській Республіці". Голова: Богдан Райчінец. Офіційна сторінка: http://europeancongressofukrainians.eu.

#### Інші міста
Ukrajinská iniciativa jižní Moravy z. s. (неофіційна назва, дослівний переклад українською ГО Українська ініціатива південної Моравії) – організація з м. Брно (Моравія) майже щорічно проводить Українські дні в Брно, допомагає асимілювати українців в чеське суспільство. Чеська громадська організація є співзасновником моравської суботньої школи, батьки яких вихідці з України. Керівник: Ірина Забіяка. Офіційна сторінка: http://ukrijm.cz;
Ukrajinské kulturně-vzdělávací centrum v Brně z. s. (неофіційна назва, дослівний переклад українською ГО Український культурно-освітній центр в Брно) – брненська організація з 2019 року піклується моравською суботньою школою, веде гуртки для дітей українського походження на теренах Південноморавського краю. Голова: Микола Буряк. Офіційна сторінка: https://www.ukrcentrum.cz;
Ukrajinské zájmové o.s. v JMK – громадську організацію створено 23 квітня 2008 у Брно;
Ukrajinský memoriál z. s. (офіційна назва українською Громадська організація „Український меморіал“) – організація з муніципалітету Єзборжіці (окрес Пардубіці), члени якої, займаються пошуками поховань українців в Чехії. Свої знахідки публікують в е-каталозі. Голова: Ганна Величко. Офіційна сторінка: http://ukrmemorial.eu;
Ukrajina ponad use z. s. (неофіційна назва, дослівний переклад українською ГО „Україна понад усе“) – презентує українську національність в Чехії й її культуру; поширення доброго імені України за кордоном, Керівник: Андрій Заяць;
Ukrajinský odborový svaz v ČR, o. p. s. – чеська професійна спілка допомагає українським трудовим мігрантам, проводить зустрічі земляків. Керівник: Тарас Костюк. Офіційна сторінка: www.uos.cz.
Ukrajinská rada Kraje Vysočina, z. s. (неофіційна назва, дослівний переклад українською ГО Українська рада краю Височіна – організація єднає українську громаду. Керівник: Тетяна Вапріховська.

### Організації всечеські або з міжнародною діяльністю
International association Freedom (українською Міжнародне об'єднання Свобода) – міжнародне об'єднання проводить культурно-освітні акції, екскурсії, показ фільмів, протести, підтримує українську суботню школу в Празі, сприяє поверненню українців на історичну батьківщину;
Humanitární pomoc Ukrajině, z. s. (неофіційна назва, дослівний переклад українською ГО «Гуманітарна допомога Україні») – спілку створено 24 червня 2015 у в Південночеському краї, піклується Центром гуманітарної допомоги Україні. Керівник: Петр Оліва;
Міжнародна неурядова організація "Координаційний ресурсний центр" – міжнародне об'єднання поширює публічну інформацію про Україну та Світове українство, проводить культурні акції, популяризує українське кіно та книгу, займається благодійністю, організовує міжнародні місії щодо моніторинґу виборів і референдумів в Україні. 
Rodyna, z. s. (неофіційна назва, дослівний переклад українською Українсько-культурне товариство «Родина» м. Прага) – об'єднання проводить вистави, концерти, вечорниці, хоровий й естрадний спів, забави, танцювальний гурток. Голова: Йосип Климкович. Офіційна сторінка: http://www.rodyna.cz;
RUTA, z. s. (неофіційна назва, дослівний переклад українською ГО «Рута») – громадська організація нерегулярно видає за фінансової підтримки Міністерств культури Чеської Республіки часопис "Український журнал". Керівники: Богдан Копчак і Ленка Кнап-Віхова . Офіційна сторінка: http://ukrzurnal.eu;
The International Non-Governmental Organization for Cooperation and Development (офіційна назва українською Міжнародна неурядова організація співпраці та розвитку; офіційна абревіатура OCD) – міжнародне об'єднання координує волонтерські ініціативи, проводить інформаційну кампанію ОСР по всьому світові та спеціальну моніторинґову місію в Україну. Офіційна сторінка: https://www.facebook.com/ingocd

### Знищені об'єднання або зі юридичним статусом неактивна організація
Džerelo (неофіційна назва, дослівний переклад українською Союз «Джерело») – влаштовує театральні вистави, чеський молодіжний танцювальний колектив. Керівники самодіяльного колективу Дарія Любачівська й Юрій Кольва, від 2021 р. перебуває у статусі неактивної організації. Офіційна сторінка: www.dzerelo.cz;
o. s. "Fórum Ukrajinců ČR" (неофіційна назва, дослівний переклад українською Асоціація «Форум українців ЧР») – члени та прихильники якої проявляли активну діяльність лише під час Помаранчевої революції, від 2021 р. перебуває у статусі неактивної організації. Останнім очільником союзу був відомий український художник Мирослав Зузук;
o. s. Svaz Ukrajinců Bohemii (неофіційна назва, дослівний переклад українською: Союз Українців Богемії) – проводив акції на підтримку України, концерти, виставки та допомагав з регабілітацією контужених українців під час заворушень на Майдані. Голова: Владислав Роговий, від 2021 р. перебуває у статусі неактивної організації. Офіційна сторінка: http://www.sub.wbs.cz;
Mezinárodní Asociace Ukrajinců EuroMajdan z. s. (офіційна назва англійською International Association of Ukrainians EuroMaidan z.s.) – союз проводив акції на підтримку інтеграції України до ЄС, здавав в оренду приміщення. Голова: Михайло Топоров. Союз є одним із засновників ГО «Український народний дім», сторінка: https://web.archive.org/web/20151222154351/http://undcr.jimdo.com/, голова: Володимир Губчук; 21 травня 2020 р. союз офіційно перестав існувати;
Ukrainian Business Club in Czech Republic z. s. – створювали платформу про своїх членів – зустрічі з чесько-російським бізнесом в Празі, голова Тарас Якубовски;
Sdružení Ukrajinek v České republice, o. s. (неофіційна назва, дослівний переклад українською Об'єднання українок в ЧР) – об'єднання влаштовує шевченківські вечори, книговидання, виставки, представлення української історії та кухні, від 2021 р. перебуває у статусі неактивної організації. Голова: Марія Прокоп'юк;
Společnost Ivana Kondura (неофіційна назва, дослівний переклад українською Товариство імені Івана Кондура) – об'єднувало нащадків українських біженців із Західноукраїнської Народної Республіки та їхніх друзів, досліджувало їхнє життя та діяльність. Останні керівники: Їрші Клан, Петр Новак, Ленка Кондурова. Офіційна сторінка: http://www.sivko.cz/uk/index.html;
Центр політичної підтримки українців (ЦППУ) – захищає політичні інтереси українців, як найбільшої національної меншини в Чехії. Голова оргкомітету: Олег Заяц. Офіційна сторінка: https://www.cppu.cz/uk/blank-1;

## Блоги,неформальніоб'єднання, незареєстровані громадські організації в Чехії
Občanský fórum Ukrajinců (неофіційна назва, дослівний переклад українською Громадянський форум Українців), діяв при Громадянському форумі в 1989-1990 рр.;
Товариство «Опір Західної України» в Празі (Чехія). Голова[джерело?]: Олеґ Павлів. Офіційна сторінка: https://ozu-prague-cz.jimdofree.com;
Форум українців. Офіційна сторінка: http://xata.cz;
Українці в Чехії. Офіційна сторінка: https://www.facebook.com/ukrajincivcesku.

## Українськімас-медіа
- Українські новини – новини українською в Чехії;
- CRCMedia – новини європейської діаспори;
- JARMART – інформаційний культурно-історичний вісник; архів міжнародних видань тут.

## Періодичні друковані видання українською
Українські новини. Видавець УКРНОВИНИ ;
Український журнал — інформаційний культурно-політичний місячник для українців у Чехії, Польщі та Словаччині. Часопис видавався (до 2019) нерегулярно чеською й українською мовами організацією «Ruta o. s.», ISSN 1802-5862 ;
Пороги — культурно-політичний місячник для українців в Чеській Республіці. Видавець «Ukrajinská iniciativa v České republice, z.s.» ;
Мандрівник — чесько-український не періодичний літературний часопис. Видавництво: фізична особа Лілія Стасюк (Видавництво Книг «Лілія»), ISBN 978-617-7744-27-5;
Незабудка — незалежний чесько-український літературний часопис для дітей та юнацтва. Видавець[джерело?] Товариство «Опір Західної України» в Празі (Чехія).